# Cinnamomum frodinii
Cinnamomum frodinii är en lagerväxtart som beskrevs av André Joseph Guillaume Henri Kostermans. Cinnamomum frodinii ingår i släktet Cinnamomum och familjen lagerväxter. Inga underarter finns listade i Catalogue of Life.